# Cerochroa femoralis
Cerochroa femoralis es un coleóptero de la familia Chrysomelidae.
Fue descrita científicamente en 1940 por Laboissiere.